# Gebet

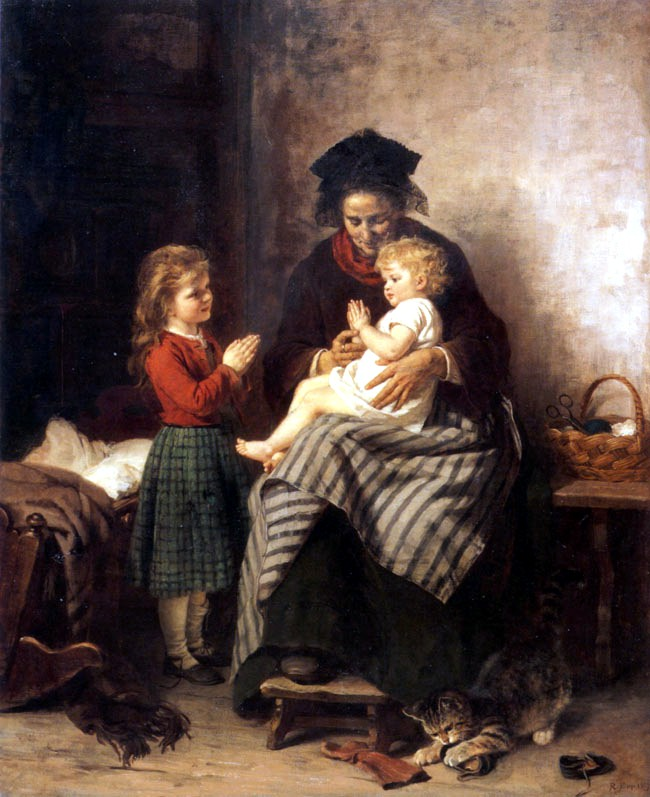
Rudolf Epp: Das Morgengebet, um 1879

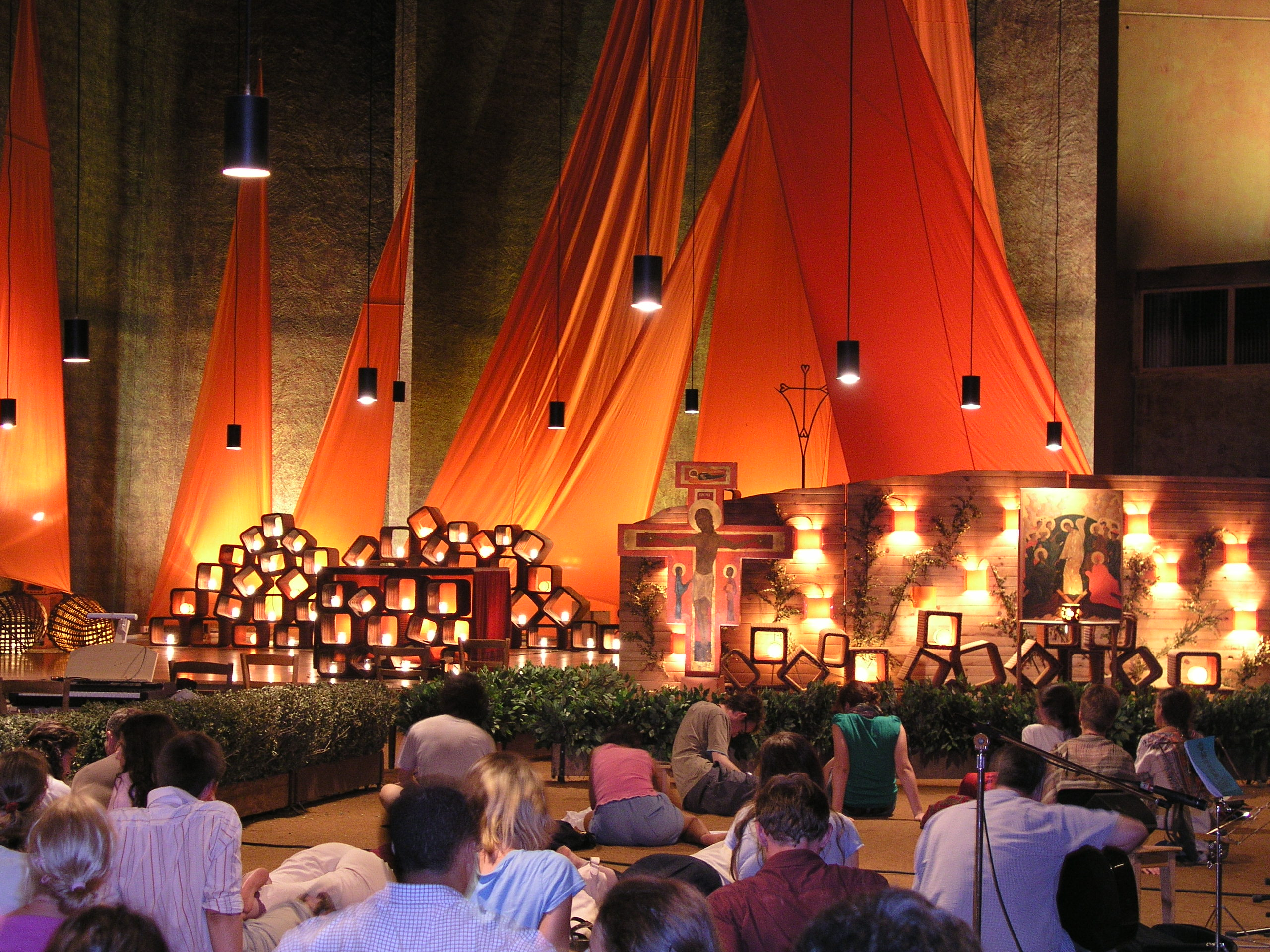
Betende in Taizé

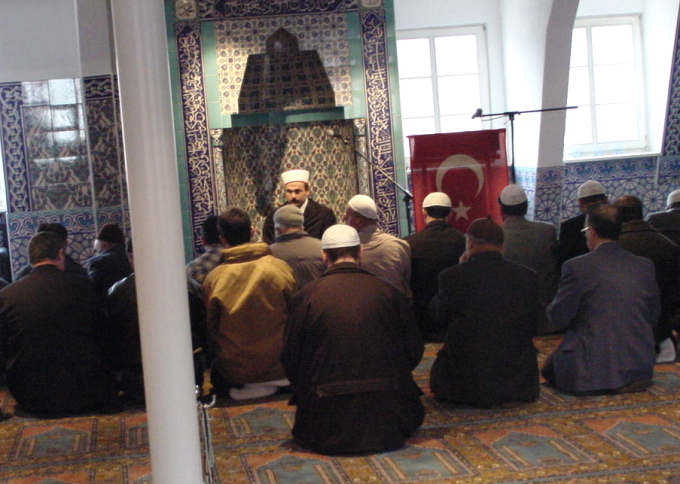
Muslime in Biberach an der Riß

Das Gebet (von althochdeutsch gibet, eine Wortbildung zu bitten – das Verb beten entstand später) bezeichnet eine zentrale Glaubenspraxis vieler Religionen. Es ist eine verbale oder nonverbale, rituelle oder freie Zuwendung an transzendente Wesen, an Gott oder Gottheiten.
Neben dem Vorgang des Betens (als gemeinschaftliches oder persönliches Gebet) wird im Deutschen mit Gebet auch ein vorformulierter, feststehender Text bezeichnet. Ein solches Gebet kann auf einen bestimmten Urheber zurückgehen (z. B. den Religionsstifter, einen Heiligen oder einen religiösen Schriftsteller). Manche Gebete werden zu einem bestimmten Anlass im Leben des einzelnen oder der Gemeinschaft gesprochen. Gebete werden in der Familie oder in der Religionsgemeinschaft tradiert und gelernt. Die bekanntesten Gebete sind im Judentum das Schma Jisrael und im Christentum das Vaterunser. Die Gebets- und Liedersammlung der Psalmen hat für Judentum und Christentum Bedeutung.

## Allgemeine Bedeutung
Das Gebet unterscheidet sich durch seine persönliche und kommunikative Komponente von anderen religiösen Praktiken. Es setzt also die Vorstellung eines persönlichen Gottes voraus, die etwa in Buddhismus oder Taoismus nicht vorhanden ist. Außerdem setzt es voraus, dass ein solcher Gott empfänglich für eine solche Form der Zwiesprache ist und nicht etwa allein durch kultische Handlungen, Opferpraktiken etc. erreicht werden kann.
Er muss dem Betenden gegenüber präsent sein; in den monotheistischen Religionen wird ein solcher Gott zumeist als allgegenwärtig angesehen, während naturreligiöse Konzepte den Gottheiten oft bestimmte Orte zuordnen, sodass sich der Betende zunächst an den jeweiligen Ort begeben muss.
Wenn Religionsgelehrte und Theologen an eine Vorherbestimmung glauben, dann erwarten sie nicht, dass der unveränderliche Wille der Gottheit durch menschliche Gebete geändert werden kann, sondern sie erwarten vom Gebet eine Änderung des betenden Menschen: Der das Gute erstrebende Wille Gottes sei nicht zu ändern, aber durch die Gebetstätigkeit werde der Wille des Menschen gestärkt, seine Seele geläutert und somit eine ganzheitliche Änderung zum Guten bewirkt.
Gebetet werden kann im Gottesdienst, in einer Gruppe oder allein. Ganze Gottesdienste werden als Gebet verstanden, wie der jüdische Gottesdienst am Shabbat in der Synagoge, die heilige Messe der katholischen und die göttliche Liturgie der orthodoxen Kirche, das christliche Stundengebet oder das Freitagsgebet der Muslime. Viele Religionen kennen festgesetzte Gebetszeiten.
Gebete können gesungen, laut ausgesprochen oder im Stillen für sich formuliert werden. Es gibt dabei je nach Religion und Konfession unterschiedliche Körperhaltungen und Gesten: stehen, knien, niederwerfen, den Kopf senken, die Hände erheben oder falten. Im Zusammenhang mit Gebeten werden oftmals Symbole oder Hilfsmittel verwendet, wie Gebetsketten, Kruzifixe oder Ikonen.
Es gibt tradierte liturgische Gebete mit feststehenden Wortfolgen, manchmal in Form einer Litanei, Gebete mit Vorlagen oder spontan formulierte Gebete.

## Judentum

### Gebet
Zum täglichen Gebet (hebr. תפלה, Tefillah) im Judentum gehören für religiöse Juden – Männer wie Frauen – drei Gebete: morgens Schacharit, nachmittags Mincha und abends Maariw. Beim Gebet bedecken Juden den Kopf mit einer Kippa oder einer anderen Kopfbedeckung und benutzen beim werktäglichen Morgengebet Tefillin (Gebetsriemen) und Tallit (Gebetsschal) – letzterer wird auch am Shabbat und an Festtagen verwendet.
Die Gebete werden nach einem Grundmuster gebetet, das je nach Wochentag oder Festtag leicht variiert. Das Gebetbuch, das diese Gebete enthält, heißt Siddur. Das Gebetbuch für einen Festtag heißt Machsor. Zu den Gebeten gehören Tehillim (Psalmen), das Schma Jisrael (Höre, Israel), Amida oder Achtzehnbittengebet (Schmone Esre). In orthodoxen und konservativen Synagogen wird alles in hebräischer Sprache gebetet, im liberalen Judentum werden einige Gebete in der Landessprache gesagt.

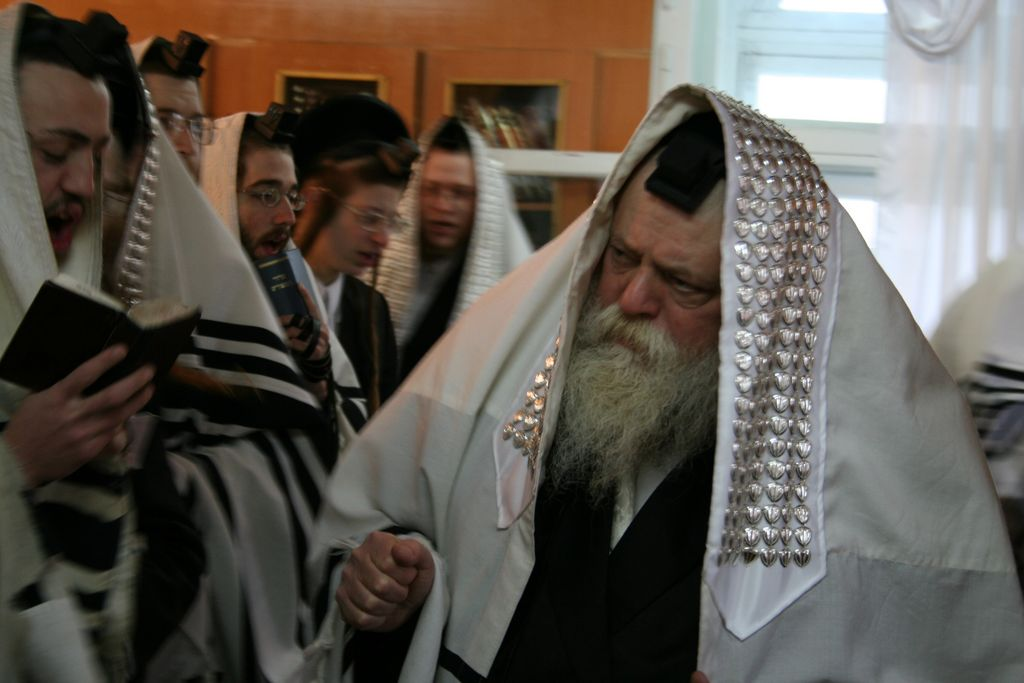
Betende Juden mit dem Gebetsschal, dem Tallit

#### Struktur des jüdischen Morgengebetes (Schacharit)
- Morgenlobsprüche (ברכת השחר Birkat HaSchachar) – private Brachot und Studientexte, die zwar in den privaten Bereich gehören, aber traditionell in der Synagoge von jedem für sich gesagt werden.

- Psalmverse (פסוקי דזמרא Psuke de Simra) – Psalmen und andere poetische Texte vor allem aus der Bibel zur Vorbereitung auf das Gebet. An Festtagen – dazu gehört auch der Shabbat – wird dieser Gottesdienstteil erheblich erweitert. In liberalen Gemeinden wurde er – bereits im 19. Jh. – drastisch gekürzt und besteht in heutigen liberalen Gebetbüchern vor allem aus Liedern und Meditationstexten, die zum Gottesdienst hinführen sollen.

- Barchu (ברכו) – Aufruf zum Gebet: „Lasst uns Gott preisen“.

- Schma und seine Brachot (שמע וברכתה) – Das Schma besteht aus drei Tora-Texten, die jeden Morgen und Abend vor dem Gebet studiert werden: Dewarim (5. Buch Mose) 6,4–9; Dewarim (5. Buch Mose) 11, 13–21 und Bemidbar (4. Buch Mose) 15,37–41. Das Studium von Toratexten wird mit Lobsprüchen begonnen und beendet, daher sagt man Lobsprüche vor und nach dem Schma. Es sind morgens andere Texte als abends.

- Amida (עמידה), auch Schmone Esre (שמנה עשרי) oder Tefilla (תפילה). Das eigentliche Gebet im Judentum. Mit ihm wird das Gebot des täglichen Opfers erfüllt. Es besteht aus einem Anfangsteil aus drei Brachot (Awot „Vorfahren“, Gewurot „Machterweise“ und Keduschat ha-Schem „Heiligung Gottes“), einem Hauptteil und einem Schluss aus wiederum drei Brachot (Awoda „Kultischer Dienst“, Hoda’a „Dank“ und Birkat Schalom „Priestersegen und Friedensbitte“) Der Hauptteil bezieht sich auf konkrete Anliegen des Tages. An Wochentagen besteht er aus 13 Bitten für ein jüdisches Leben, am Schabbat aus einer Bitte für einen guten Ruhetag, an Festen entsprechend für das jeweilige Fest.

- Ordnung der Toralesung (קריאת תורה) – Am Schabbatmorgen, sowie im Wochentagsgebet am Montag- und Donnerstagmorgen folgt die Aushebung der Torarolle (Sefer Tora) aus dem Toraschrein (Aron), eine Prozession der Rolle durch die Gemeinde, die öffentliche Vorlesung aus der Rolle und die Rückbringung der Rolle in den Schrein. Am Schabbat und an Festtagen wird die Toralesung mit einem Abschnitt aus den Propheten („Haftara“ = Abschluss) beendet. Es folgen Gebete für die Gemeinde, die Regierung, den Staat Israel usw.

- Mussaf-Amida (תפילת מוסף) – An Festtagen – dazu zählt auch der Schabbat – wird in orthodoxen und konservativen Gemeinden entsprechend dem in der Tora gebotenen Zusatzopfer an einem Fest eine zusätzliche Amida gebetet. Sie enthält in ihrem Hauptteil die Rezitation der Opferanweisungen für das jeweilige Fest. In liberalen Gemeinden ist eine Mussaf-Amida klassisch nicht üblich. In letzter Zeit werden aber an ihrer Stelle Meditationen oder alternative Formulierungen eingeführt.

- Schlussteil – Das Ende des Gottesdienstes ist traditionell vor allem durch das Kaddisch geprägt. In orthodoxen Gemeinden endet der Gottesdienst mit einer Reihe von Studientexten, auf die ein Kaddisch der Trauernden (Kaddisch Jatom) gesagt wird. Das Alenu-Gebet oder der Tagespsalm ist einer dieser Studientexte. In liberalen Gemeinden hat man die vielen Kaddisch-Wiederholungen abgeschafft, um eine erhöhte Konzentration auf Text und Situation für dieses Gebet zu schaffen. Hier gibt es daher nur das Alenu und ein Kaddisch Jatom, das von allen Trauernden gemeinsam gesprochen wird.

#### Struktur des jüdischen Nachmittag- und Abendgebets (Mincha und Ma’ariw)
- Psalmverse – Einen Eingangsteil gibt es zwar auch im Nachmittag- und Abendgebet, jedoch nicht in vergleichbarer Ausgestaltung wie im Morgengebet. Das Minchagebet beginnt mit Psalm 145, das Abendgebet mit Psalm 134. Eine Ausnahme bildet das Abendgebet zu Beginn des Schabbat (Erew Schabbat), das einen eigenen, ausgeführten Eingangsteil hat (Kabbalat Schabbat „Empfang des Schabbat“). Dieser Teil wurde im 16. Jahrhundert von Schülern des Mystikers Isaak Luria in Safed zusammengestellt. Man studiert sechs Psalmen in Analogie zu den sechs Wochentagen. Diese Psalmen sind Psalm 95–99 und Psalm 29. Vor dem siebten Psalm (Psalm 92 „Lied für den Schabbattag“), mit dem der Schabbat liturgisch beginnt, singt man eine Hymne zur Begrüßung des Schabbat (Lecha Dodi).

Für Festtage gibt es weitere besondere Texte, an Jom Kippur zum Beispiel das Gebet Kol Nidre.
- Barchu (ברכו) – Aufruf zum Gebet: „Lasst uns Gott preisen“.

- Nur im Abendgebet: Schma und seine Brachot (שמע וברכתה) – siehe oben. Mincha: Schabbat und Fasttage: Toralesung. An allen anderen Tagen, d. h. den normalen Wochentagen folgt in einem Nachmittagsgebet auf Barchu unmittelbar die Amida.

- Amida (עמידה), auch Schmone Esre (שמנה עשרי) oder Tefilla (תפילה). – siehe oben.

- Schlussteil – Alenu, Kaddisch, eventuell ein Hymnus.

### Lobsprüche
Neben den Gebeten sagen religiöse Juden zu vielen Gelegenheiten Lobsprüche (hebr. ברכות, Brachot), so u. a. über das Essen oder vor der Ausübung einer Mizwa (hebr. מצות, Gebote). Diese Mini-Gebete heißen „Lobsprüche“ (Brachot), weil als „Gebet“ nur die Amida verstanden wird.
- Man sagt Lobsprüche vor der Ausübung einer Mitzwa (Birkot ha-Mitzwot ברכת המצות), zum Beispiel vor dem rituellen Händewaschen, vor dem Anziehen des Tallit, vor dem Entzünden der Chanukkakerzen usw. Diese Brachot sagt man stets vor der Ausübung der Tat. Eine Ausnahme hierbei bildet das Entzünden der Schabbatkerzen: Mit der Bracha beginnt formell der Schabbat. Da jedoch an diesem Tag für gläubige Juden u. a. das Entzünden von Feuer verboten ist, wird hierbei die übliche Reihenfolge vertauscht. Es werden nach dem Entzünden der Lichter die Augen mit den Händen bedeckt, um den Segen der Schabbatlichter erst nach der Bracha symbolisch empfangen zu können.

- Man sagt Lobsprüche vor dem Genuss von Dingen (vor dem Schmecken, Riechen, Trinken, Sehen) (Birkot ha-Nehenin ברכות הנהנין), zum Beispiel vor dem Trinken von Wein, vor dem Trinken von anderen Getränken, vor dem Essen von Brot, vor dem Essen von Gemüse oder Früchten, vor dem Riechen an Gewürzen usw. Die Brachot vor dem Trinken, Schmecken und Riechen sagt man vor der Handlung. Brachot über das Sehen sagt man, nachdem man eine schöne oder bedeutsame Sache – z. B. einen Regenbogen, eine(n) Gelehrte(n), einen berühmten Menschen, eine wiederaufgebaute Synagoge usw. – entdeckt hat.

- Man sagt Lobsprüche, um Gott zu danken, zu loben oder für etwas zu bitten (Birkot hoda’ah ברכות הודאה), zum Beispiel um Gott zu preisen, dass er Kraftlosen wieder Stärke gibt usw.

Brachot können in jeder Sprache gesagt werden.
Zum häuslichen Schabbat, der wöchentlichen Erinnerung an den Auszug aus Ägypten und der Erschaffung der Welt sowie auch ein Zeichen des Bundes Gottes mit dem Volk Israel (Geschenk der Liebe Gottes) gehört das Entzünden der Schabbatkerzen und ein Lobspruch über das Licht sowie der Kiddusch über ein Glas Wein zur Heiligung des Tages. Es liegen zwei zopfartig geflochtene Schabbatbrote (Challot: Plural vom hebr. Challa, ostjiddisch Challe, westjidd. Barches oder Berches) auf dem Tisch. Sie werden für den Lobspruch über das Brot verwendet, mit dem das Essen am Schabbat beginnt. (Jedes Essen beginnt mit Brot, das Besondere am Schabbat sind die Challot.) Die Kerzen werden in der Regel zuhause vor der Dämmerung entzündet, das festliche Essen mit Kiddusch und Schabbatbrot und dem eigentlichen Abendessen folgt nach dem Gottesdienst – sofern der Gottesdienst besucht wird.

## Christentum

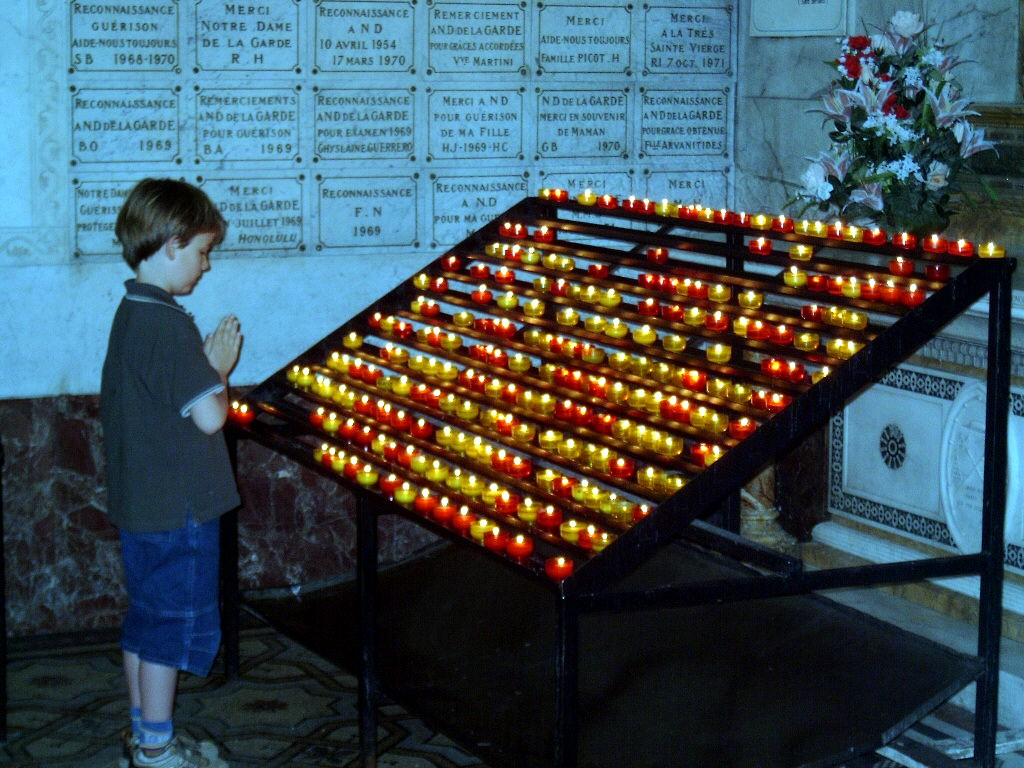
Betender Junge in der Kirche Notre-Dame de la Garde in Marseille

Das Gebet zu Gott gehörte von Anfang an zu den wichtigsten Ausdrucksformen des christlichen Glaubens. Jesus hat der Bibel zufolge als gläubiger Jude selbst gebetet und seine Schüler zum Beten angeleitet; jedoch habe er dabei Gott nicht nur als Vater bezeichnet wie das Judentum, sondern ihn auch im Gebet als Vater angeredet. Als Gebet wird eine Äußerung gegenüber Gott bezeichnet, die Dank, Lob, Klage, Bitte oder Fürbitte beinhalten kann, damit wird aber auch auf einen Gebetstext als solchen und ein Vollzugsmoment durch den Akt des Betens verwiesen.

### Biblische Grundlagen
Das Neue Testament zeigt mehrere Gebetsformen: Psalmen, Klage, Bitte, Dank, Fürbitte, Anbetung. Einige der am häufigsten gebrauchten christlichen Gebete stammen aus dem Neuen Testament, z. B. das Vaterunser, das im Wortlaut nach alter Überlieferung auf Jesus selber zurückgeht (Lk 11,2ff ).
Die Evangelien zeigen, wie Jesus den Menschen in all ihren praktischen Nöten helfen wollte. Aber je mehr er das tat, desto mehr neigten sie zur Fixierung auf Gottes momentane Hilfe – Jesus wurde umlagert von Kranken, die Heilung suchten. Dadurch wurde es für ihn schwer, Aufmerksamkeit für seine über momentane Hilfe hinausgehende Botschaft zu finden. Solche Erfahrungen betreffen generell das Bitten – werden sie erhört, sind sie Zeichen, die auf Gott hinweisen; aber gleichzeitig fördern sie die Neigung der Menschen, von ihrer Gottesbeziehung primär die Erfüllung ihrer Wünsche zu erwarten.
Das Neue Testament gibt zahlreiche Hinweise auf den Stellenwert des Gebets im Verhältnis des Menschen zu Gott, und es gibt Empfehlungen zur Art des Betens. Wichtig für das christliche Gebet, auch im Hinblick auf seine Erhörung, ist der Einklang des Beters mit dem Willen Gottes, der Glaube (Mk 9,23 ). Dann gelte: „Bittet, so wird euch gegeben“ (Mt 7,7 ). Wenn der Mensch sich Gott und seiner Gottesherrschaft anvertraue, dann werde ihm alles zufallen, was er braucht (Mt 6,33 ). Also könne sich der Mensch mit seinem Anliegen immer wieder im Gebet an Gott wenden, vermittelt durch Jesus (Joh 14,6 ), und ihn um alles das bitten, was er täglich benötige. Der Beter dürfe dann erwarten, dass Gott „bei denen, die ihn lieben, alles zum Guten führt“ (Röm 8,28 ).
Gemäß Paulus und Johannes ist es der Heilige Geist, der betet, wenn Menschen „nicht wissen, wie und was wir beten sollen“ (Röm 8,26–27 ). Der Heilige Geist tritt als Mittler (Paraklet, „Tröster“) ein (Joh 14,13–14 ).
Neben dem vertrauensvollen Beten kennt die Bibel auch das klagende und aufschreiende Gebet des Menschen in Not. Jesus selbst wandte sich gemäß dem Markusevangelium am Kreuz mit den Psalmworten „Mein Gott, mein Gott, warum hast du mich verlassen?“ (Psalm 22,2, Mk 15,34 ) an seinen Vater. Die klagenden Lieder der Psalmen (so Psalm 51: „Gott, sei mir gnädig nach deiner Huld“, Ps 51,3 ) und der Propheten (Klgl 1,EU ) sind Bestandteil christlichen Betens bis heute.
Nach Christi Himmelfahrt beteten die Christen auch zu Jesus. Die vom Alten Testament her bekannte Formel „den Namen JHWHs anrufen“ wurde nun auf Jesus angewandt; die Formel „die den Namen Jesus anrufen“ war dann die Kennzeichnung der Christen (z. B. 1 Kor 1,2 , Apg 9,14 ).
Das Gebet in all seinen Formen, mit seinen unterschiedlichen Auswirkungen fördert die Beziehung der Menschen zu Gott.

### Gebetsformen

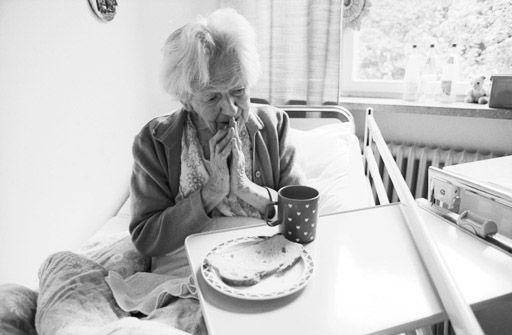
Tischgebet zu Beginn einer Mahlzeit. Gesprochen von einer Seniorin in einem Altenheim

Das Christentum kennt viele Gebetsformen.
- Im Gottesdienst: In fast allen Konfessionen gehört das Vaterunser zum Gottesdienst, entweder vom Liturgen oder gemeinsam gesprochen. Daneben gibt es je nach Konfession weitere liturgische Gebete, oft im Wechsel zwischen einzelnen und der Gemeinde, freie oder vorformulierte Gebete des Gottesdienstleiters oder gemeinsames freies Gebet der Gemeinde.
- In Gruppen oder als Gebet des Einzelnen: Es gibt feststehende Gebetsformen, z. B. das Trisagion der orthodoxen Kirche, den Angelus in der katholischen Kirche, oder das Stundengebet. Im März gibt es jedes Jahr einen ökumenischen Weltgebetstag, an dem in einem Gottesdienst überall dieselben Texte gebetet werden können, die von Frauen eines bestimmten Landes zusammengestellt wurden. Die Deutsche Evangelische Allianz hält im Januar jeweils eine Gebetswoche und regelmäßige überkonfessionelle Gebetsabende, die reihum in den Gemeinden der Allianz stattfinden.
- In der Familie: In vielen christlichen Familien sind Tischgebete üblich, ebenso gibt es das Nachtgebet mit den Kindern. Gemeinsame Familienandachten sind heute eher selten. In manchen Familien werden die Herrnhuter Losungen oder eines christlichen (Kinder-)Kalenders wie z. B. die „Helle Straße“ vorgelesen, andere Familien beten zusammen die Komplet des Stundengebets oder den Rosenkranz oder auch Abendgebete wie Müde bin ich, geh zur Ruh.

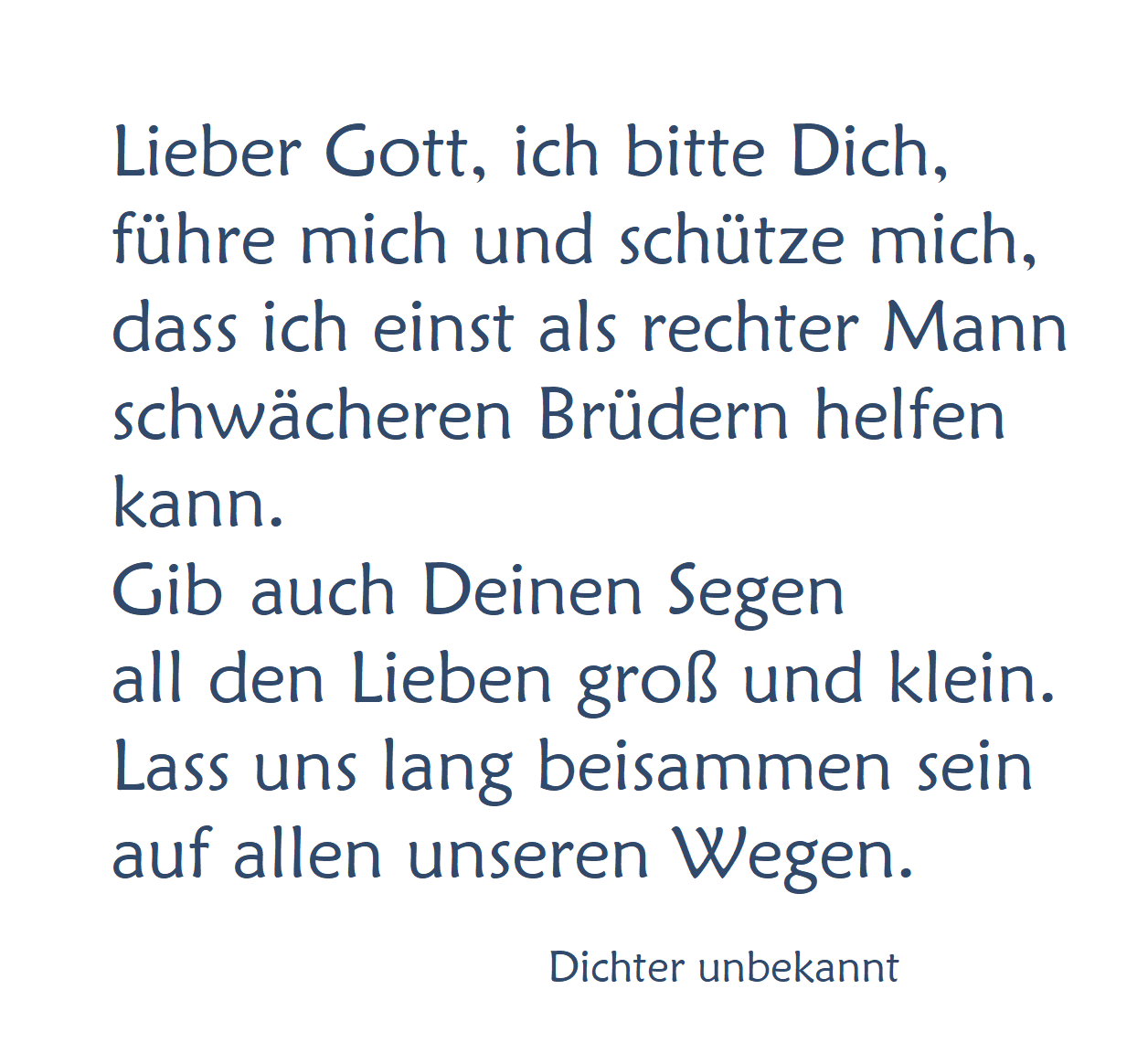
Kindergebet für Jungen

- Kindergebete: meist in Reimform formulierte Gebete wie z. B.: „Ich bin klein, mein Herz mach (ist) rein, soll niemand darin wohnen als Jesus (Gott) allein.“ Doch beten Kinder oft auch selbst formulierte Gebete.
- Morgen- und Abendgebete dienen dazu, den Tag mit Gott zu beginnen und zu beschließen. Eine besondere Form des Abendgebetes ist der Alpsegen oder Betruf.
- Bibeltextbeten: Hierbei werden Bibeltexte, vorwiegend die Psalmen aus dem Alten Testament oder Gebete aus den Briefen des Neuen Testaments, im Wortlaut oder in eigene Worte übertragen als Gebet an Gott rezitiert. Zu den bekanntesten Bibeltextgebeten gehören das Benedictus, das Magnifikat und das Nunc dimittis, die auch im Stundengebet täglich gesungen werden.
- Gebetslieder wurden schon zu biblischer Zeit gesungen und sind in den Psalmen überliefert. Lobpreisungen sind an Gott gerichtete Lieder, die ihn, seine Eigenschaften und Taten preisen.
- Thematische Gebete: Es gibt ebenfalls zahlreiche Gebetsgruppen, darunter auch solche, die für besondere Anliegen beten, etwa Friedensgebete.
- Mailgebet: Per E-Mail verschickte Gebete, die häufig der Besinnung mitten im Alltag oder der kurzen Auszeit zwischendurch dienen.
- 24-Stunden-Gebet: Vorwiegend im Umfeld der charismatischen Bewegung im Rahmen des Wächterrufs, aber auch in der Herrnhuter Brüdergemeine. Verschiedene Beter schließen sich zu einem Verbund zusammen, so dass an jedem Tag zu jeder Stunde „in Schichten“ gebetet wird. Siehe auch: Gebetskette (Gebetsform) und Gebetshaus Augsburg.
- Ewige Anbetung (Ewiges Gebet) vor dem in der Monstranz ausgesetzten Altarsakrament ist eine alte Tradition der katholischen Kirche. Sie wird praktiziert von kontemplativen Ordensgemeinschaften und von Pfarrgemeinden. Viele Diözesen haben das Ewige Gebet über ein Jahr auf die Kirchengemeinden des Bistums verteilt.
- Persönliches Gebet des Einzelnen: Hier reicht das Spektrum von einem Vaterunser vor dem Einschlafen über eine tägliche Stille Zeit, das Beten des Stundengebets (ganz oder einzelne Horen) oder des Rosenkranzes bis zu völlig freiem Gebet.
- Betrachtendes Gebet: ein meditatives, suchendes Gebet.[7] Nach katholischem Verständnis bedeute es auch das Erinnern an das, was Gott an Gutem im Leben des Betenden getan habe, eine „Haltung der Sammlung, der inneren Stille anzunehmen, um nachzudenken und die Geheimnisse unseres Glaubens und das, was Gott in uns wirkt, in uns aufzunehmen“.[8] Als Beispiel wird das Beten des Rosenkranzes genannt.[7] Das geschieht auch gemeinsam, etwa im Rahmen der Gemeinschaft „Rosenkranz-Sühnekreuzzug“.[9]
- Kontemplatives Gebet: ein meditatives, stilles Gebet. Dabei wird sich auf ein bestimmtes Wort (z. B. eine Bibelstelle) konzentriert und im Inneren wiederholt. Diese Art des Betens hat in den Ostkirchen eine starke Verbreitung gefunden und wird hier besonders in der Form des Jesusgebets gepflegt.[10][11]

### Gebetshaltung

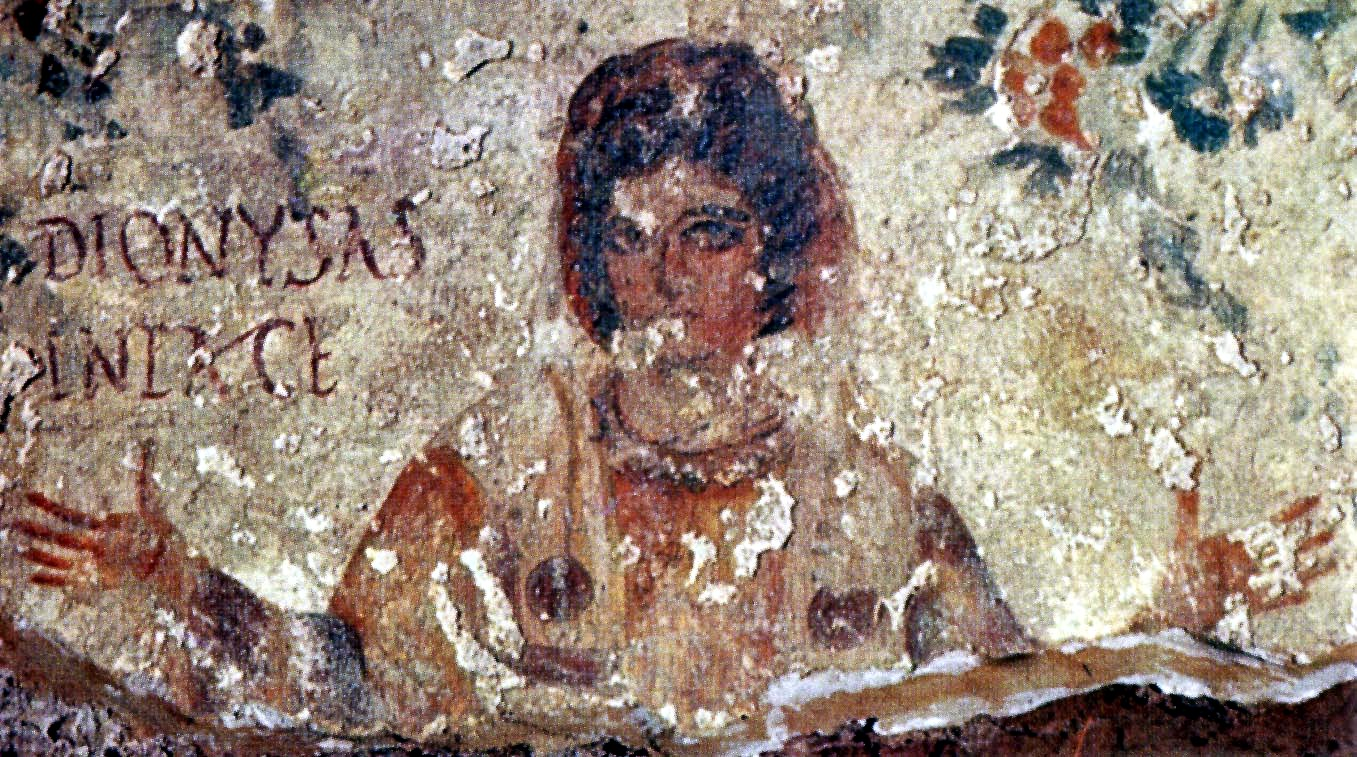
Die frühen Christen beteten in der Orantenhaltung

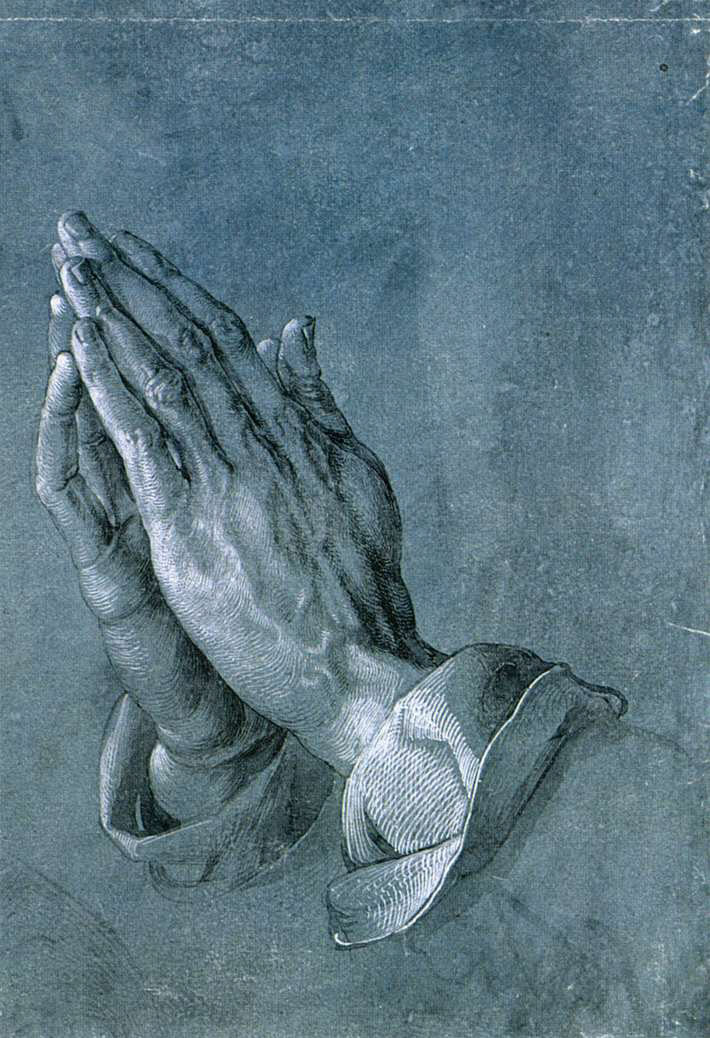
Albrecht Dürers Betende Hände

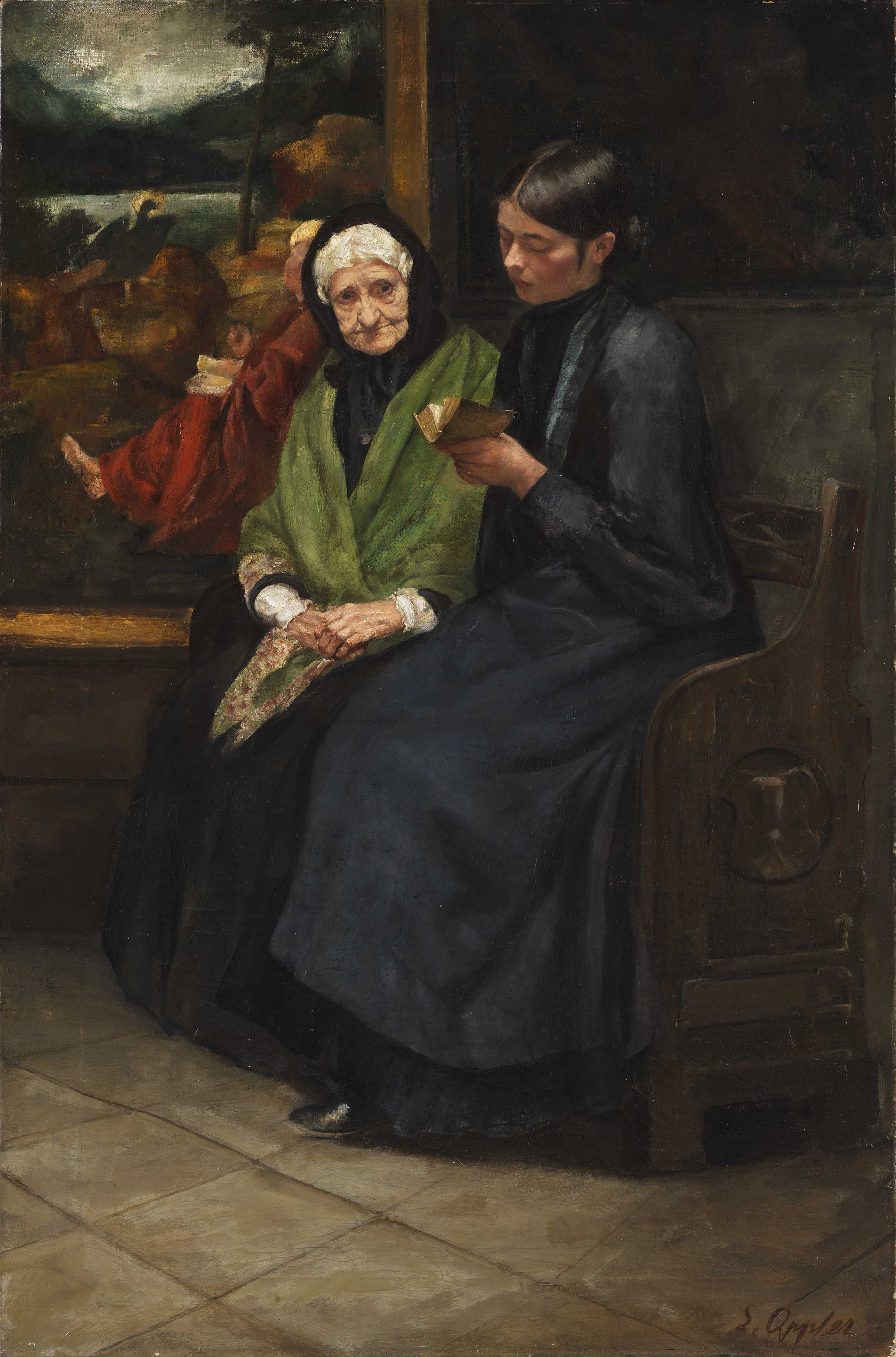
Ernst Opplers Beim Gebet, Gemälde von 1900

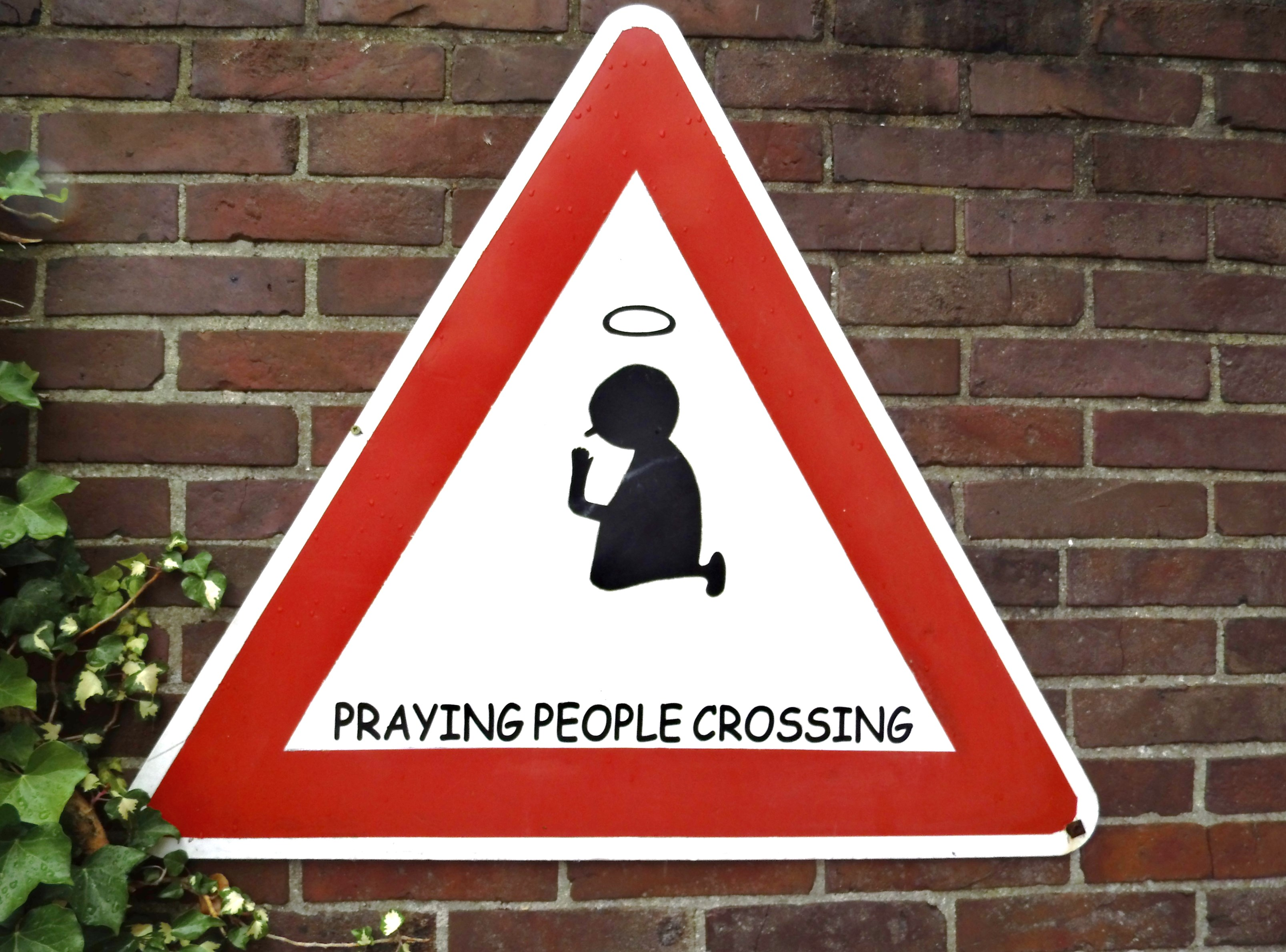
„Gefahrzeichen“ an einem Gebetsweg in Jever

Beten ist nicht an bestimmte Worte, Haltungen und Orte gebunden. Im Matthäusevangelium kritisiert Jesus ein öffentlich zur Schau gestelltes, wortreiches Beten als heuchlerisch.
In der Kirche wird meistens stehend (Ausdruck des Respekts) oder kniend (Ausdruck der Anbetung) gebetet. In der byzantinischen Liturgie ist das Stehen mit herabfallenden Händen die Gebetshaltung schlechthin; es drückt zugleich die Ehrerbietung gegenüber Gott und die Würde des Beters als durch die Taufe erlösten und erhöhten Menschen aus.
Typisch für das christliche Beten der Alten Kirche ist das freie, selbstbewusste Stehen vor Gott mit geöffneten Armen, erhobenen Händen und Augen (Orantenhaltung). Das Ausstrecken der Arme im Gebet stammt aus dem vorchristlichen Mittelmeerraum und Orient, es geht auf die Körperhaltung der Bettler zurück. In der katholischen Kirche nimmt der Zelebrant die Orantenhaltung ein, wenn er die Amtsgebete (Tagesgebet, Gabengebet, Schlussgebet) spricht, in manchen Gemeinden tun dies auch die Mitfeiernden beim Beten des Vaterunsers. Diese Gebetshaltung wird häufiger von Christen der charismatischen Bewegung oder der Pfingstbewegung praktiziert.
In späterer Zeit wurde im Abendland das Falten der Hände üblich. Diese Geste soll verdeutlichen, dass sich der Beter nur auf Gott konzentriert und nicht mit anderen Dingen beschäftigt ist, sowie das „Binden“ der anwesend gedachten Gottheit. Die aneinander gelegten offenen Handflächen entsprechen der Haltung bei der Huldigung des Lehnsherren im mittelalterlichen Feudalsystem; diese Form wird etwa seit dem 11. Jahrhundert praktiziert. Das Gebet mit verschränkten Fingern kam erst in der Reformation auf. Daneben gibt es noch seltenere, ältere Formen, wie das Kreuzen der Hände vor der Brust.
Katholische Christen beginnen und beenden das persönliche Gebet oft mit dem Kreuzzeichen und den der Taufformel entnommenen Worten „Im Namen des Vaters und des Sohnes und des Heiligen Geistes“. Orthodoxe Christen bekreuzigen sich ebenfalls, wobei bei ihnen die Haltung der Finger eine wesentliche Rolle spielt (siehe Kreuzzeichen). Im Protestantismus ist das Kreuzzeichen kaum noch verbreitet, obwohl es noch Martin Luther im Kleinen Katechismus empfahl.
Auch zum persönlichen Gebet entzünden Christen gern eine Kerze als Zeichen der Sammlung oder der Hoffnung. Der Brauch, vor einem Kreuz oder einem Gnadenbild in einer Kirche eine Kerze anzuzünden, soll das Gebet für einen anderen Menschen oder für ein persönliches Anliegen versinnbildlichen.

### Christliches Gebet für Kranke
Der christliche Glaube betont, dass der Mensch auch in (unheilbarer) Krankheit nicht von der Liebe Gottes getrennt ist, siehe Römer 8,38f . Ein Gebet für Kranke findet in sehr unterschiedlichem Rahmen statt:
- im persönlichen Gebet für sich selbst oder als Fürbitte für den Nächsten, im Besonderen für Familienangehörige und enge Freunde
- in der Seelsorge (z. B. durch Beistand in der Krankenhausseelsorge, durch Spendung der Krankensalbung)
- durch die Ältesten der eigenen Kirchengemeinde nach Sündenbekenntnis (Beichte) und Ölsalbung (Jak 5,14–15 LUT), besonders verbreitet in evangelikalen Gemeinden
- in sog. Heilungsgottesdiensten (nicht immer, aber oft charismatisch) mit Predigern, bei welchen die Gabe (das Charisma) der Heilung angenommen wird
- in Angeboten überkonfessioneller Gruppen, die sich speziell dem Thema Gesundheit/Heilung widmen

Fürbitten werden oft gezielt in der Hoffnung getätigt, dadurch die Genesung Kranker beeinflussen zu können, siehe zur entsprechenden Verheißung Jesu an die Gläubigen Markus 16,18 . Medizinische Forschungen konnten jedoch noch nie einen empirischen Wirkungszusammenhang zwischen dem Beten von Fürbitten und der Genesung von Krankheiten herstellen. Beten kann für den Betenden selbst einen Placeboeffekt bewirken und auf diese Weise zur Gesundung beitragen. Die Mehrheit der wissenschaftlichen Studien zum Thema konnte jedoch keine gesundheitsfördernde Wirkung von Gebeten feststellen.

### Gebet in den Konfessionen
Bis heute hat das Gebet einen zentralen Platz in der Praxis aller christlichen Konfessionen.
Alle kennen das Vaterunser und die Psalmen ebenso wie persönlich formulierte Gebete und Kirchenlieder in Gebetsform. Die orthodoxen, katholischen und anglikanischen Kirchen haben eine reiche Tradition von vorformulierten Gebeten für den liturgischen und persönlichen Gebrauch (siehe liturgische Gebete), im Pietismus und im freikirchlichen Raum werden Gebete meistens frei formuliert.
Alle christlichen Konfessionen wenden sich im Gebet direkt an Gott und gehen davon aus, dass Gott Gebete hört. Christen wenden sich im Gebet an den Dreieinigen Gott, beten zu Gott dem Vater, zu Jesus Christus und manche auch direkt zum Heiligen Geist, wobei es in den meisten Konfessionen, von fest formulierten liturgischen Gebeten abgesehen, dem Einzelnen überlassen ist, an wen er sich im Gebet wendet. In der katholischen und der orthodoxen Kirche können Gebete auch an Maria (z. B. das Ave Maria, das die Anrede Marias durch den Engel in Lk 1,28-38  aufgreift, oder Marias Lobgesang, das sog. Magnificat Lk 1,46–55 ) und an Heilige gerichtet werden, wobei diese Gebete als Bitte um Fürsprache beim dreieinigen Gott gelten.
Christen glauben, dass Gott Gebete erhört, wobei es über die Art und Häufigkeit der Gebets-Erhörung sehr unterschiedliche Sichtweisen gibt.
Ebenso glauben viele Christen, dass Gott im Gebet durch den Heiligen Geist zum Betenden reden kann. Dabei kann es sich um Prophetie, Erleuchtung und persönliche Eingebungen handeln, aber ebenso um alltägliches, wie dass Gott z. B. die Aufmerksamkeit auf einen Bibelvers lenkt, der in die Situation passt, oder ein allgemeines Gefühl des Getröstetseins gibt. Praktisch alle Konfessionen, bei denen Prophetie oder Erleuchtung als Geistesgabe anerkannt sind, haben allerdings gewisse Sicherheitsregeln, um die Fantasie in Grenzen zu halten, z. B. Beurteilung durch erfahrene Christen oder Gemeindeleiter, Beurteilung durch die Gemeinschaft anhand der Bibel, Beurteilung durch die kirchliche Lehre, vor allem aber Beurteilung vom Willen Gottes her: Liebe deinen Nächsten wie dich selbst (Matthäus 22,34–40 ). Was mit der Liebe (agape) nicht vereinbar ist, kann nicht Gottes Wille sein.
Im Zuge der modernen Medienentwicklung werden Meditations- bzw. Gebetsapps entwickelt wie die US-amerikanische App Hallow für Katholiken.

### Gebet im Sport
Bei manchen Sportlern ist zu beobachten, dass sie beim Betreten der Wettkampfstätte religiöse Rituale wie das Kreuzzeichen in das Vorwettkampfritual des Leistungssports einbeziehen. Mit dem Fellowship of Christian Athletes hat dies in den USA eine feste Organisationsform erhalten. Dänische Wissenschaftler haben empirisch ermittelt, dass Gläubige durch das Gebet in der Erwartung von Wettkampfstress und Schmerz zuversichtlicher sind und signifikant weniger Schmerz wahrnehmen als Nichtgläubige.

## Islam
Muslime unterscheiden zwischen Du'a (Bittgebet) und Ritualgebet. Beim Bittgebet wird Gott um Hilfe angerufen. Das Ritualgebet andererseits gehört zu den Fünf Säulen des Islam und wird fünfmal pro Tag gebetet. Es wird auf Arabisch rezitiert. Das Pflichtgebet hat im Islam eine zentrale Bedeutung. Laut Überlieferung hat der Prophet Mohammed die Anweisung zum Gebet von Gott persönlich während seiner Himmelfahrt empfangen. Durch das Gebet werden die Muslime dazu angehalten, in ihrem Tagesablauf innezuhalten und Gottes zu gedenken. Vor jedem Ritualgebet wird eine rituelle Waschung durchgeführt (Wudū'). Zentraler Baustein jedes Pflichtgebets ist die Rezitation der ersten Sure des Korans, der Sure Al-Fātiha. In Einzelheiten unterscheidet sich das Gebet bei den einzelnen islamischen Rechtsschulen.

## Bahai
In der Religion der Bahai spielt das Gebet eine wichtige Rolle. Drei rituelle Pflichtgebete unterschiedlicher Länge und Form stehen dem Gläubigen täglich zur Wahl: das lange Pflichtgebet (einmal in 24 Stunden zu beten), das mittlere Pflichtgebet (morgens, mittags und abends zu beten) und das kurze Pflichtgebet (mittags). Der Bahai hat die Pflicht täglich eines dieser Pflichtgebete zu beten. Die Zeitpunkte morgens (von Sonnenaufgang bis Mittag), mittags (zwischen Mittag und Sonnenuntergang) und abends (zwischen Sonnenuntergang und zwei Stunden danach) sind dabei einzuhalten. Diese Gebete werden vom Gläubigen alleine und zurückgezogen gesprochen oder gesungen. Das einzige Pflichtgebet, das in Gemeinschaft rezitiert wird, ist das Totengebet. Darüber hinaus dienen die für unterschiedliche Anlässe und Situationen wörtlich überlieferten Gebete des Bab, Baha’u’llahs und Abdul-Bahas als Vorlage.
Abdul-Baha sagt über das Gebet: „Es ist die Sprache des Geistes, die zu Gott spricht. Wenn wir uns, befreit von allen äußerlichen Dingen, im Gebet zu Gott wenden, dann ist es, als hörten wir die Stimme Gottes in unserem Herzen. Ohne Worte zu reden, treten wir in Verbindung, sprechen wir mit Gott und vernehmen die Antwort … Wir alle, wenn wir zu einem wahrhaft geistigen Zustand gelangen, können die Stimme Gottes vernehmen.“
Ein Beispiel für ein Bahai-Gebet, geschrieben von Abdul-Baha:

O Du gütiger Herr! Du hast die ganze Menschheit aus dem gleichen Stamm erschaffen. Du hast bestimmt, dass alle der gleichen Familie angehören. In Deiner heiligen Gegenwart sind alle Deine Diener, die ganze Menschheit findet Schutz in Deinem Heiligtum. Alle sind um Deinen Gabentisch versammelt; alle sind erleuchtet vom Lichte Deiner Vorsehung.

O Gott! Du bist gütig zu allen, Du sorgst für alle, Du beschützest alle, Du verleihst allen Leben. Du hast einen jeden mit Gaben und Fähigkeiten ausgestattet, und alle sind in das Meer Deines Erbarmens getaucht. 

O Du gütiger Herr! Vereinige alle. Gib, dass die Religionen in Einklang kommen und vereinige die Völker, auf dass sie einander ansehen wie eine Familie und die ganze Erde wie eine Heimat. O dass sie doch in vollkommener Harmonie zusammenlebten!

O Gott! Erhebe das Banner der Einheit der Menschheit.

O Gott! Errichte den Größten Frieden.

Schmiede Du, o Gott, die Herzen zusammen.

O Du gütiger Vater, Gott! Erfreue unsere Herzen durch den Duft Deiner Liebe. Erhelle unsere Augen durch das Licht Deiner Führung.

Erquicke unsere Ohren mit dem Wohlklang Deines Wortes und beschütze uns alle in der Feste Deiner Vorsehung.

Du bist der Mächtige und der Kraftvolle, Du bist der Vergebende und Du bist der, welcher die Mängel der ganzen Menschheit übersieht.

## Hinduismus
In der Frühzeit des Hinduismus, der vedischen Zeit (1200 v. Chr.), wurden Hymnen an die Götter gerichtet, die oft mit Bitten verbunden waren und einen durchaus utilitaristischen Charakter hatten. Auch die Rezitation von Mantras (wörtl.: Mittel zum Denken) war von frühester Zeit an ein wichtiges Mittel religiöser Versenkung.

Heute ist wie bei Gläubigen aller Religionen das tägliche Gebet auch bei Hindus üblich. Gebetet wird in fast allen hinduistischen Richtungen, vor allem aber im Bhakti Yoga ist die persönliche Hingabe an Gott und somit die Kommunikation mit ihm wichtig.

Eine populäre Form der Verehrung ist die Anbetung Gottes in einem Bild oder einem Emblem. Andererseits lehnen auch sehr viele Hindus die Verehrung in Bildern völlig ab – wie beispielsweise die Anhänger des Arya Samaj oder die Lingayats, eine im zwölften Jahrhundert gegründete shivaitische Bewegung.

### Hinduistische Gebetspraxis

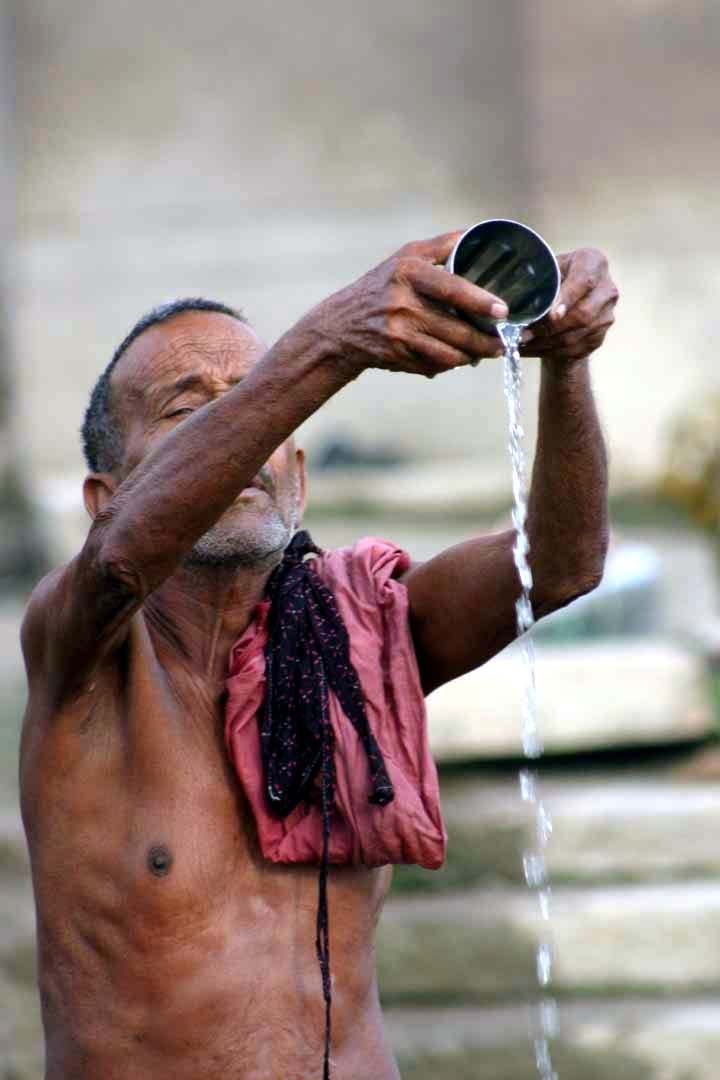
Beim Gebet im Ganges

Es gibt keine allgemeingültigen Vorschriften für Gebete und keine festen Gebetszeiten, die für alle Hindus gelten, sondern sehr unterschiedlich gelebte Familientraditionen. Darum ist die Praxis des Gebetes individuell sehr verschieden:
- Weit verbreitet findet man etwa die tägliche Lichtkreiszeremonie, das Arati, das man in den Häusern der Gläubigen durchführt oder in den kleinen und großen Tempeln. Meistens am Beginn sowie am Ende des Tages schwenkt man eine Butterlampe vor dem Bildnis oder dem Emblem des Göttlichen und läutet dazu eine kleine Glocke. Als wesentlicher Bestandteil gehört zu dieser Zeremonie das Gebet, gesprochen, geflüstert, in Gedanken rezitiert oder gesungen.

- Viele Hindus beten beim Verlassen des Hauses oder zu Beginn einer Unternehmung. Sie sprechen oft nur ein kurzes Gebet, indem sie etwa sagen: „Ganesha, ich verehre dich!“ oder „Om Kali!“ Insbesondere an bestimmten Wochentagen verehrt man die einzelnen Formen des Göttlichen, an Donnerstagen etwa beten manche Hausfrauen zu Lakshmi, der Göttin des Glücks und des Wohlbefindens. Am Montag steht bei vielen Shiva besonders im Mittelpunkt.
- Zu Feiertagen kann man einen Priester ins Haus rufen, der Gebete oder Gottesdienste (Pujas) für alle durchführt. Genauso kann man aber auch überlieferte, spezifische Gebete für diesen Tag während einer Andacht selber beten, allein oder gemeinsam mit anderen.
- Anstelle eines Tischgebetes ist es oft üblich, die Speise, meistens nur eine kleine Portion davon, auf den Altar zu stellen, mit Gebeten anzubieten und dann diese so gesegnete Mahlzeit zu essen.
- Sehr verbreitet ist das andachtsvoll gesungene Gebet, Bhajan, das man allein singt oder in Gemeinschaft, oft mit einem Instrument begleitet.
- Eine andere beliebte Gebetsform stellt das wiederholte Anrufen des Namens Gottes dar, häufig mit Hilfe einer Gebetskette mit einhundertacht Kugeln, sooft wird der Name meistens zitiert. Dieses Japa dient der Versenkung und kann der Übergang zur Meditation sein.

Eine vorgeschriebene Körperhaltung für das Gebet gibt es nicht, es muss aber in jedem Fall eine Haltung des Respekts sein. Darum zieht man vorher immer die Schuhe aus, wäscht sich möglichst zumindest die Hände und wählt einen Sitz, der tiefer liegt als der Altar. Meistens sitzt man mit verschränkten Beinen im Schneidersitz auf dem Boden oder man steht vor dem Bildnis. Vor dem Hausaltar oder im Tempel ist auch die kniende Verbeugung üblich, bei der die Stirn den Boden berührt.
Zur Gebetshaltung gehören auch die vor der Brust gefalteten Hände, wobei man diese oft vor und nach Beginn des Gebetes als Respektsgeste jeweils kurz an die Stirn führt; oder man betet mit vor der Stirn gefalteten Händen, was besondere Inbrunst ausdrückt. Letztlich ist aber keine äußere Form zwingend, nur die innere Haltung.